# Gyllene tigern
Gyllene tigern, U Zlatého Tygra är en ölhall i Prag belägen på Husova 17 i stadsdelen Staré Město. 

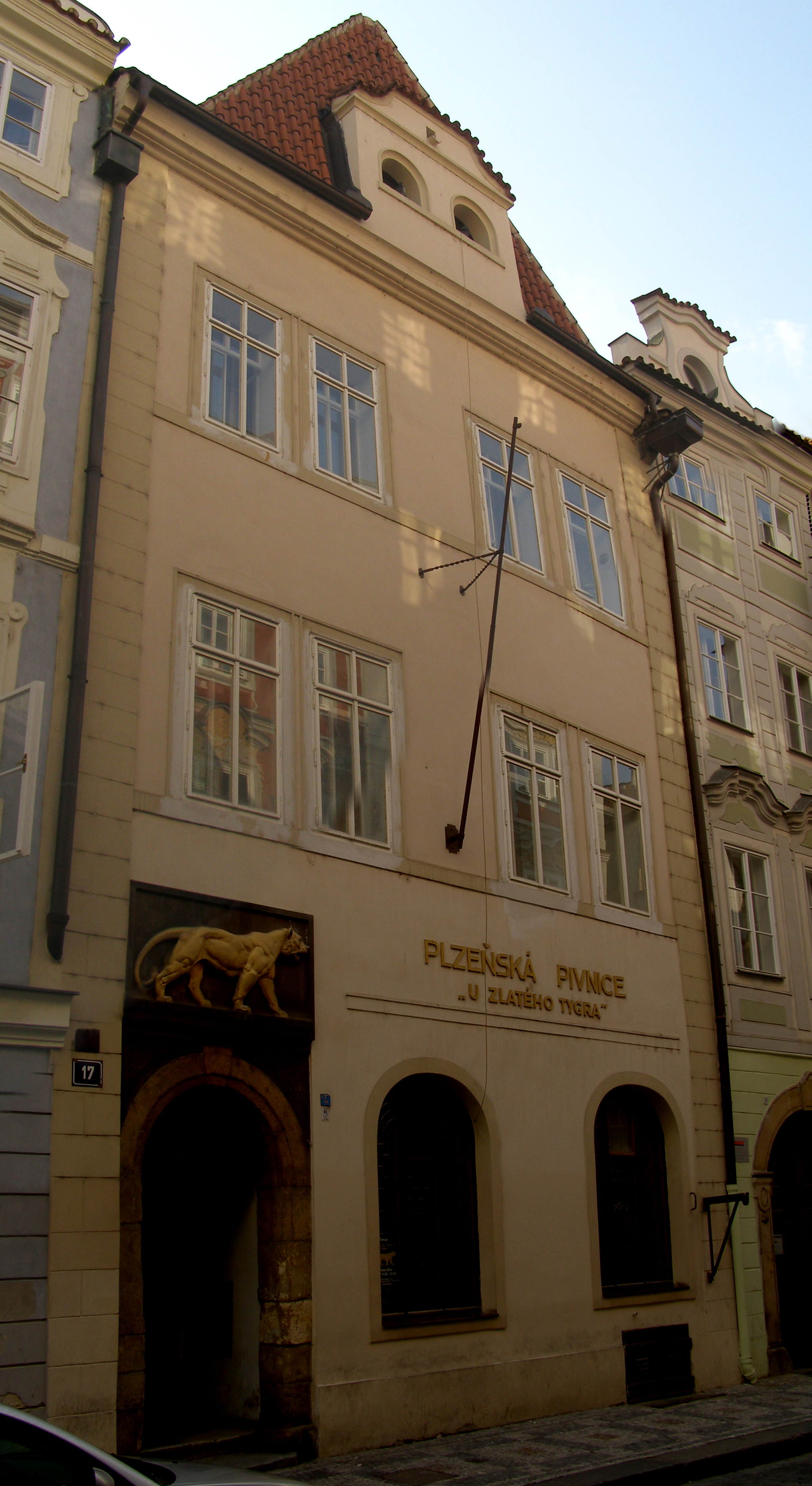

Lokalen är relativt liten, miljön är enkel och grov och det som gjort stället berömt är delvis att president Bill Clinton gick hit med Václav Havel under sitt besök i Tjeckien. 